# Club privé pour couples avertis
Pour plus de détails, voir Fiche technique et Distribution.
Club privé pour couples avertis est un film français réalisé par Max Pécas et sorti en 1974.

## Synopsis
Marcel et Catherine se rencontrent dans une rue de Paris et tombent instantanément amoureux. Il est chauffeur de taxi, elle est cover-girl. Un jour, Marcel conduit Corinne qui, après avoir fait un strip-tease improvisé dans son taxi, lui fait découvrir un club privé.

## Fiche technique
- Titre : Club privé pour couples avertis
- Réalisation : Max Pécas
- Scénario : Max Pécas
- Dialogues : Michel Vocoret
- Photographie : Robert Lefebvre
- Son : Jacques Orth
- Montage : Michel Pécas
- Musique : Derry Hall
- Société de production : Les Films du Griffon
- Pays :  France
- Durée : 85 minutes
- Date de sortie : France - 16 janvier 1974

## Distribution
- Philippe Gasté : Marcel
- Eva Stroll : Corinne
- Chantal Arondel
- Michel Vocoret
- Henri Serre
- Anne Libert
- Paul Bisciglia